# Kruki (Oświęcim)
Kruki – część miasta Oświęcimia nad Wisłą, w jego północnej części. Rozpościera się wzdłuż ulicy Pod Krukami i Wodociągowej, w pobliżu trójkomorowego Jeziora Kruki.
Dawniej samodzielna wieś, która do 1932 roku stanowiła gminę jednostkową w powiecie oświęcimskim, a po jego zniesieniu w powiecie bialskim (1932–34), w województwie krakowskim. W 1931 roku liczyły 150 mieszkańców. 15 września 1934 wraz ze zniesioną gminą jednostkową Dwory utworzyły gromadę Dwory, jedną z 13 gromad nowo powstałej (1 sierpnia 1934) zbiorowej gminy Oświęcim.
Gromada Dwory były podzielona na obręby ewidencyjne: Dwory I (obejmujący Kruki) i Dwory II. W związku z reformą administracyjną kraju jesienią 1954, Dwory I (z Krukami) włączono do Oświęcimia, natomiast Dwory II do gromady Włosienica.